# Chinanu Onuaku
Chinanu Michael Onuaku (Lanham, Maryland, 1 de noviembre de 1996) es un baloncestista estadounidense, de ascendencia nigeriana, que pertenece a la plantilla de los Goyang Sono Skygunners de la KBL. Con 2,08 metros de estatura, juega en las posiciones de ala-Pívot o pívot. Es hermano menor del también jugador profesional Arinze Onuaku.

## Trayectoria deportiva

### Universidad
Jugó dos temporadas con los Cardinals de la Universidad de Louisville, en las que promedió 6,2 puntos, 6,4 rebotes y 1,6 tapones por partido.

### Profesional
Fue elegido en la trigésimo séptima posición del Draft de la NBA de 2016 por Houston Rockets. Debutó en la liga el 26 de diciembre de 2016, en un partido ante Phoenix Suns, logrando 6 puntos, 3 rebotes y 1 asistencia en poco más de ocho minutos de juego.
En la temporada 2021-22, firma por el Bnei Herzliya de la Ligat ha'Al.
 Onuaku ganó la Copa de Israel después de que el Bnei Herzliya superara al Hapoel Tel Aviv BC 87-82. Onuaku se coronó como el MVP del partido con 30 puntos, 17 rebotes, 4 asistencias y 4 tapones.
El 20 de julio de 2022, fichó por el Dinamo Sassari de la Lega Basket Serie A italiana.
El 13 de noviembre de 2022, fichó por el Hapoel Tel Aviv B.C. de la Ligat Winner.
El 27 de julio de 2023, firma un contrato anual con el Joventut Badalona de la Liga Endesa, que fue rescindido el 3 de noviembre de 2023.

## Estadísticas de su carrera en la NBA

### Temporada regular
| Año     | Equipo  | PJ | PT | MPP  | %TC  | %3P  | %TL   | RPP | APP | ROB | TPP | PPP |
| ------- | ------- | -- | -- | ---- | ---- | ---- | ----- | --- | --- | --- | --- | --- |
| 2016-17 | Houston | 5  | 1  | 10.4 | .714 | .000 | 1.000 | 2.0 | .6  | .6  | .2  | 2.8 |
| Total   | Total   | 5  | 1  | 10.4 | .714 | .000 | 1.000 | 2.0 | .6  | .6  | .2  | 2.8 |